# Stångeland
Stångeland är en småort i Gamleby socken i Västerviks kommun i Kalmar län, nära Gamleby.